# Amer Ordagić
Amer Ordagić (Tuzla, 5 maggio 1993) è un calciatore bosniaco, centrocampista del 07 Vestur.

## Carriera

### Club
Ordagić è cresciuto nelle giovanili del Gradina Srebrenik. Ha esordito in Premijer Liga con questa stessa maglia, in data 4 agosto 2012: è stato schierato titolare nel pareggio casalingo per 1-1 contro il GOŠK Gabela.
A gennaio 2013 si è accordato con lo Zvijezda Gradačac, per cui ha debuttato il 2 marzo successivo, quando è stato impiegato da titolare nel pareggio interno per 1-1 contro il Borac Banja Luka. Il 20 aprile ha trovato la prima rete nella massima divisione bosniaca, nel successo per 4-1 sul Rudar Prijedor.
Nell'estate 2015, Ordagić è passato allo Sloboda Tuzla. Il 25 luglio ha quindi giocato la prima partita con la nuova maglia, nella sconfitta per 1-0 subita in casa del Čelik Zenica. Il 13 settembre è arrivato il primo gol, nel 2-0 sul Velež Mostar.
Il 30 giugno 2016 ha giocato invece la prima partita nelle competizioni europee per club, nei turni preliminari dell'Europa League: è stato schierato titolare nel pareggio per 0-0 contro il Beitar Gerusalemme.
Il 22 dicembre 2017, i norvegesi del Brann hanno reso noto l'ingaggio di Ordagić: ha firmato un contratto triennale con il nuovo club, valido a partire dal 1º gennaio 2018. Il 21 aprile ha debuttato in Eliteserien, sostituendo Fredrik Haugen nel 3-0 sullo Stabæk. Il 6 agosto ha realizzato il primo gol, nella vittoria per 4-1 sullo Start.
Il 21 settembre 2019, Ordagić ha prolungato il contratto che lo legava al Brann fino al 31 dicembre 2022.
Il 9 marzo 2021, Ordagić si è trasferito al Sandefjord, con cui ha firmato un accordo annuale. Il 16 maggio ha esordito con il nuovo club, schierato titolare nella sconfitta per 0-3 subita contro il Mjøndalen.
Il 3 aprile 2023 ha rescisso il contratto che lo legava al Sandefjord.
Il 9 luglio 2023 ha firmato un contratto triennale con il Tuzla City.

## Statistiche

### Presenze e reti nei club
Statistiche aggiornate al 9 luglio 2023.
| Stagione                 | Club                     | Campionato               | Campionato | Campionato | Coppe nazionali | Coppe nazionali | Coppe nazionali | Coppe continentali | Coppe continentali | Coppe continentali | Supercoppe | Supercoppe | Supercoppe | Totale | Totale |
| Stagione                 | Club                     | Comp                     | Pres       | Reti       | Comp            | Pres            | Reti            | Comp               | Pres               | Reti               | Comp       | Pres       | Reti       | Pres   | Reti   |
| ------------------------ | ------------------------ | ------------------------ | ---------- | ---------- | --------------- | --------------- | --------------- | ------------------ | ------------------ | ------------------ | ---------- | ---------- | ---------- | ------ | ------ |
| 2012-gen. 2013           | Gradina Srebrenik        | PL                       | 14         | 0          | CBE             | 1               | 0               | -                  | -                  | -                  | -          | -          | -          | 15     | 0      |
| gen.-giu. 2013           | Zvijezda Gradačac        | PL                       | 13         | 2          | CBE             | -               | -               | -                  | -                  | -                  | -          | -          | -          | 13     | 2      |
| 2013-2014                | Zvijezda Gradačac        | PL                       | 13         | 1          | CBE             | 0               | 0               | -                  | -                  | -                  | -          | -          | -          | 13     | 1      |
| 2014-2015                | Zvijezda Gradačac        | PL                       | 22         | 0          | CBE             | 2               | 0               | -                  | -                  | -                  | -          | -          | -          | 24     | 0      |
| Totale Zvijezda Gradačac | Totale Zvijezda Gradačac | Totale Zvijezda Gradačac | 48         | 3          |                 | 2               | 0               |                    | -                  | -                  |            | -          | -          | 50     | 3      |
| 2015-2016                | Sloboda Tuzla            | PL                       | 28         | 4          | CBE             | 8               | 0               | -                  | -                  | -                  | -          | -          | -          | 36     | 4      |
| 2016-2017                | Sloboda Tuzla            | PL                       | 25         | 0          | CBE             | 2               | 0               | UEL                | 2                  | 0                  | -          | -          | -          | 29     | 0      |
| 2017-gen. 2018           | Sloboda Tuzla            | PL                       | 16         | 0          | CBE             | 2               | 0               | -                  | -                  | -                  | -          | -          | -          | 18     | 0      |
| Totale Sloboda Tuzla     | Totale Sloboda Tuzla     | Totale Sloboda Tuzla     | 69         | 4          |                 | 12              | 0               |                    | 2                  | 0                  |            | -          | -          | 83     | 4      |
| 2018                     | Brann                    | ES                       | 8          | 1          | CN              | 4               | 0               | -                  | -                  | -                  | -          | -          | -          | 12     | 1      |
| 2019                     | Brann                    | ES                       | 14         | 0          | CN              | 2               | 1               | UEL                | 2                  | 0                  | -          | -          | -          | 18     | 1      |
| 2020                     | Brann                    | ES                       | 11         | 0          | -               | -               | -               | -                  | -                  | -                  | -          | -          | -          | 11     | 0      |
| Totale Brann             | Totale Brann             | Totale Brann             | 33         | 1          |                 | 6               | 1               |                    | 2                  | 0                  |            | -          | -          | 41     | 2      |
| 2021                     | Sandefjord               | ES                       | 17         | 0          | CN              | 0               | 0               | -                  | -                  | -                  | -          | -          | -          | 17     | 0      |
| 2022                     | Sandefjord               | ES                       | 16         | 0          | CN              | 3               | 0               | -                  | -                  | -                  | -          | -          | -          | 19     | 0      |
| Totale Sandefjord        | Totale Sandefjord        | Totale Sandefjord        | 33         | 0          |                 | 3               | 0               |                    | -                  | -                  |            | -          | -          | 36     | 0      |
| 2023-2024                | Tuzla City               | PL                       | 0          | 0          | CBE             | 0               | 0               | -                  | -                  | -                  | -          | -          | -          | 0      | 0      |
| Totale                   | Totale                   | Totale                   | 197        | 8          |                 | 24              | 1               |                    | 4                  | 0                  |            | -          | -          | 225    | 9      |